# Pseudagonica orbitalis
Pseudagonica orbitalis – gatunek chrząszcza z rodziny biegaczowatych i podrodziny Panagaeinae.

## Taksonomia
Gatunek ten opisany został w 2012 roku przez Martina Baehra, na podstawie pojedynczego okazu samicy odłowionego w 1988 roku.

## Opis
Ciało 3,5 mm długie. Głowa ruda do jasnobrązowej, o stosunkowo małych oczach i bardzo krótkich czułkach. Orbity oczne duże, z góry widoczne pod okiem. Narządy gębowe jasnorude. Przedplecze rudo do jasnobrązowego, raczej szerokie, najszersze w przedniej ⅛, o wierzchołku głęboko wyciętym, kątach tylnych prawie gładko zaokrąglonych, a obrzeżeniach bocznych skośnych. Przypodstawowa szczecinka brzeżna odsunięta daleko od nasady, położona w nieco rozszerzonym wyżłobieniu brzegowym na początku zagięcia nasadowego. Pokrywy kasztanowe, raczej krótkie, najszersze nieco za środkiem, umiarkowanie wypukłe, o brzegach bocznych raczej wypukłych. Obrzeżenie przypodstawowe na barkach gładko zaokrąglone. Odnóża o żółtych udach i ciemnorudych goleniach.

## Rozprzestrzenienie
Gatunek endemiczny dla Australii, znany wyłącznie z Australijskiego Terytorium Stołecznego.